# Оранжево-красный веслохвост
Оранжево-красный веслохвост (лат. Urolophus aurantiacus) — вид рода уролофов семейства короткохвостых хвостоколов отряда хвостоколообразных. Обитает в северо-западной части Тихого океана на глубине до 205 м. Грудные плавники этих скатов образуют овальный диск. Глаза крошечные, между ноздрями имеется прямоугольная складка кожи. Длинный хвост оканчивается листовидным хвостовым плавником. Спинные плавники отсутствуют. В средней части хвостового стебля расположен зазубренный шип. Окраска красно-коричневого цвета. Максимальная зарегистрированная длина 40 см. Размножается яйцеживорождением. Не является объектом целевого лова.

## Таксономия
Впервые вид был научно описан Иоганном Мюллером и Якобом Генле в 1841 году. Видовой эпитет происходит от слова лат. aurantiacus — «оранжевый» и связано с окраской этих скатов. Синтипы: взрослый самец длиной 33 см, пойманный у берегов Тасмании (42°00′ ю. ш. 143°00′ в. д.), неполовозрелую самку длиной 13,2 см, пойманную у побережья Виктории, Австралия и неполовозрелого самца длиной 14,1 см, пойманного в водах Австралии. 

## Ареал
Оранжево-красные веслохвосты обитают в северо-западной части Тихого океана у берегов Японии, Тайваня, Вьетнама и, вероятно, Кореи. Они встречаются на скалистом континентальном шельфе на глубине от 10 до 205 м.

## Описание
Широкие грудные плавники этих скатов сливаются с головой и образуют диск в виде овала, ширина которого слегка превышает длину. Передний край диска слегка изгибается и переходит в выступающее за границы диска заострённое рыло. Позади крошечных глаз имеются превышающие их по размеру брызгальца. Между короткими овальными ноздрями пролегает кожаный лоскут с мелкобахромчатым задним краем. 
Края коротких и широких брюшных плавников заострены. Хвост сужается и переходит в длинный и низкий хвостовой плавник в виде листа. Спинные плавники отсутствуют. На дорсальной поверхности хвоста в центральной части расположен зазубренный шип. Окраска оранжевого цвета. Максимальная зарегистрированная длина 40 см.

## Биология
О биологии этих скатов практически ничего не известно. Подобно прочим хвостоколообразным они размножаются яйцеживорождением. В помёте до 4 новорожденных. Беременность длится около года. 

## Взаимодействие с человеком
Эти скаты не являются объектом целевого лова. В качестве прилова регулярно попадаются при коммерческом промысле. Могут страдать от ухудшения условий среды обитания. Международный союз охраны природы присвоил этому виду статус сохранности «Близкий к уязвимому положению». 